# Ankimo
Ankimo (鮟肝) est un plat japonais fait à base de foie de lophius (lotte ou baudroie).
Le foie est d'abord roulé dans le sel, puis rincé avec du saké. Ses veines sont ensuite retirées et le foie est roulé dans un cylindre, puis cuit à la vapeur. Le foie est souvent servi avec du daikon râpé, de l'échalote et la sauce ponzu.
L'ankimo fait partie d'une liste de plats typiques  appelés chinmi et considérés comme fins et délicats. Il est 32e de la liste des 50 plats les plus délicieux dans le monde faite par CNN Go en 2011.
Ce plat est sur une autre liste, celle des aliments à éviter éditée par Seafood Watch (en), une organisation qui recense les aliments qui ne sont pas issus d'une pêche durable, à cause de la façon dont les poissons sont pêchés (par dragage).